# Crepidodera decolorata
Crepidodera decolorata là một loài đã tuyệt chủng của flea bọ cánh cứng which existed ở Ukraina during the cuối Eocene period.